# 旧森田銀行本店
旧森田銀行本店（きゅうもりたぎんこうほんてん）は、福井県坂井市三国町南本町3丁目3-26にある建築物。
1920年（大正9年）10月20日竣工であり、設計は山田七五郎。福井県では最初期に建設された本格的な鉄筋コンクリート造建築であり、福井県に現存する最古の鉄筋コンクリート造建築である。森田銀行本店（1920年-1930年）、福井銀行三国支店（1930年-1971年）として使用された。

## 歴史

### 森田銀行の歴史
三国湊は北前船の廻船業で栄えた港町である。1879年（明治11年）時点の福井県の港湾移出額は542,955円であるが、うち三国港は335,840円を占めており、165,123円の小浜港や41,992円の敦賀港を大きく上回っていた。廻船業の衰退を察知した森田家の森田三郎右衛門は、金融業への業種の転換を図った。1894年（明治27年）に三国町に米穀取引所が開設されるにあたって、地元に本店を有する金融機関が必要だったことから、7月2日に個人銀行として森田銀行が設立された。
1903年（明治36年）11月に個人経営から株式会社組織に改めた際には福井県本金庫事務の取り扱いも始めたが、当時の福井県で県本金庫事務の取り扱いが可能だったのは大和田銀行と大和田銀行福井支店のみであった。国鉄北陸本線の開通や船舶の大型化などもあって、大正期の三国は商業港から漁業港に移り変わっていった。なお、1899年（明治32年）9月には三国商業銀行も設立されているが、三国商業銀行は三国港の衰退によって経営困難となり、1914年（大正3年）8月17日に福井銀行に買収されている。

### 銀行建築として

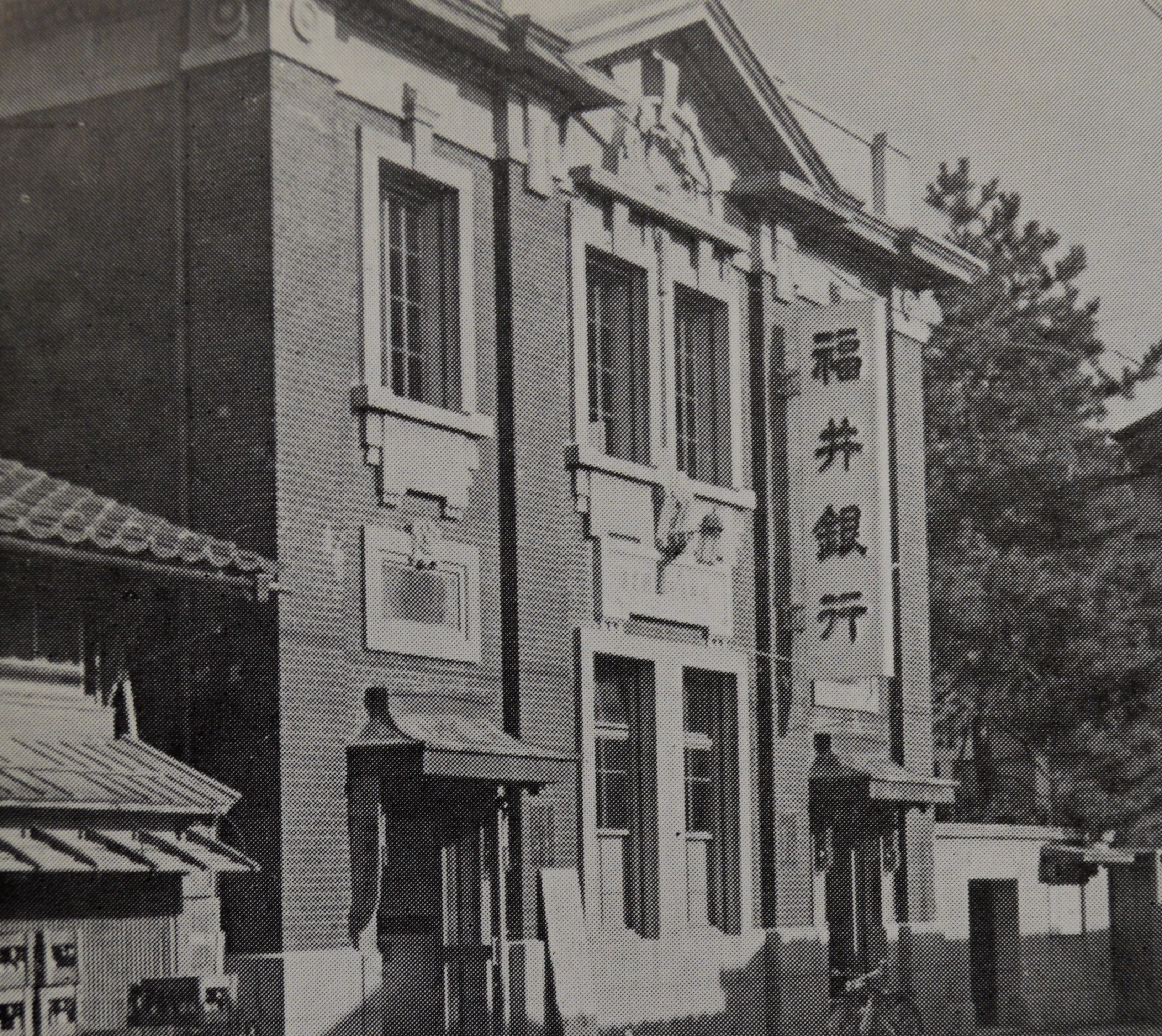
1965年の福井銀行三国支店

1918年（大正7年）8月、森田銀行は坂井郡三国町の中央部に本店の建物を起工、1920年（大正9年）10月20日に竣工した。11月の落成式では餅まきが行われ、餅とともに寛永通宝（餅まき後に1円札や50銭銀貨と交換）もまかれた。森田銀行は他行を合併しながら福井県有数の銀行に成長したが、昭和初期には昭和恐慌の影響を受け、1930年（昭和5年）に福井銀行に合併された。その後、この建物は41年間にわたって福井銀行三国支店として使用された。

### 保存と公開
建物の老朽化によって、1971年（昭和46年）には銀行としての使用をやめた。1971年9月6日には三国町元新17番地に新店舗が新築されている。旧店舗の建物を取り壊す話も持ち上がったが、1994年（平成6年）には三国町が所有者となって復原修理工事を行い、1999年（平成11年）7月から一般公開を開始した。1997年（平成9年）12月12日には国の登録有形文化財に登録された。2006年（平成18年）には三国町など4町が合併して坂井市が発足し、所有者は坂井市となった。

## 建築

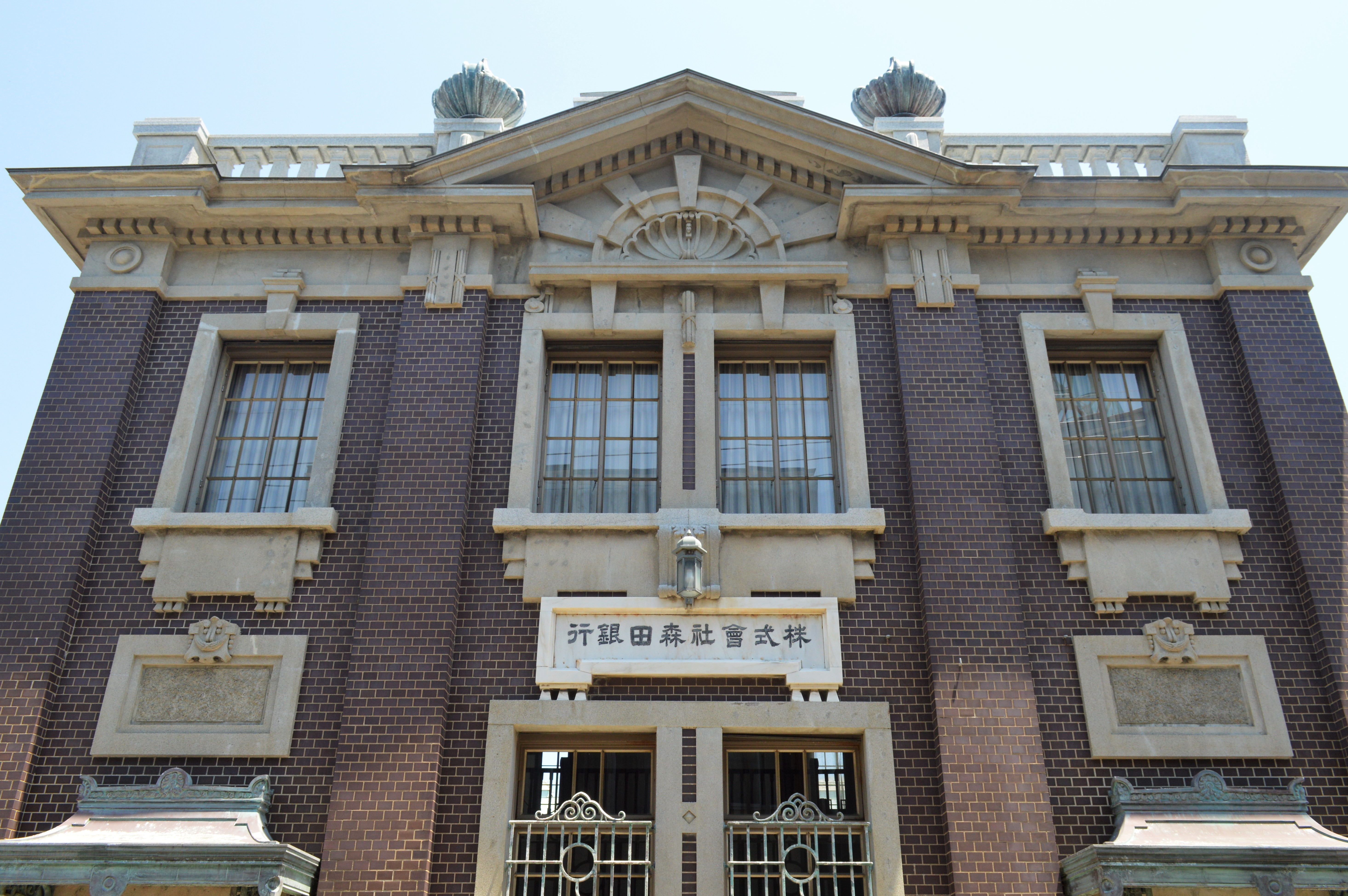
ファサード

設計は横浜市建築課長などを務めた山田七五郎、施工棟梁は三国の大工である四折豊（しおりゆたか）である。清水組横浜支店長の矢部弥六が施工顧問を務め、清水組が施工者に技術指導をしたとされる。
内外ともに古典主義的な意匠であり、外壁には煉瓦ではなく茶系タイルと擬石が用いられている。左右対称の構成であり、ファサードの意匠にはブロークン・ペディメントが用いられている。
1階の営業室から客溜まりにかけての天井には、直径約2メートルのこて絵（漆喰彫刻）が施されている。営業室と客溜まりを隔てるのは7メートルあるヒノキの一枚板であり、イオニア式独立柱は大理石風の仕上げが施されている。1階の重役室には幾何学的デザインが見られ、1階の応接室には伝統的なデザイン手法が用いられている。2階の会議室にある腰壁には木工象嵌が施されている。

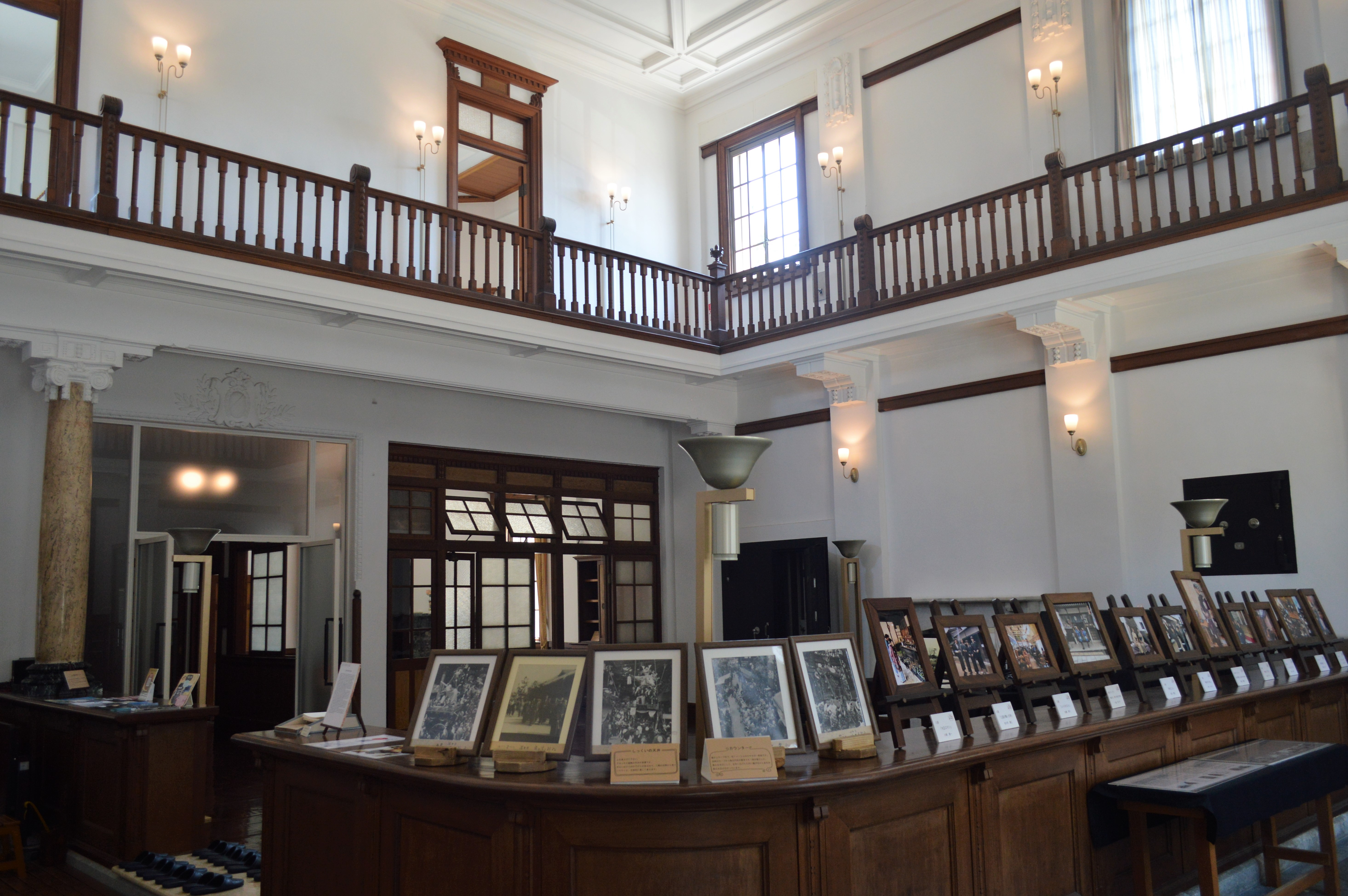
営業室や客溜まり
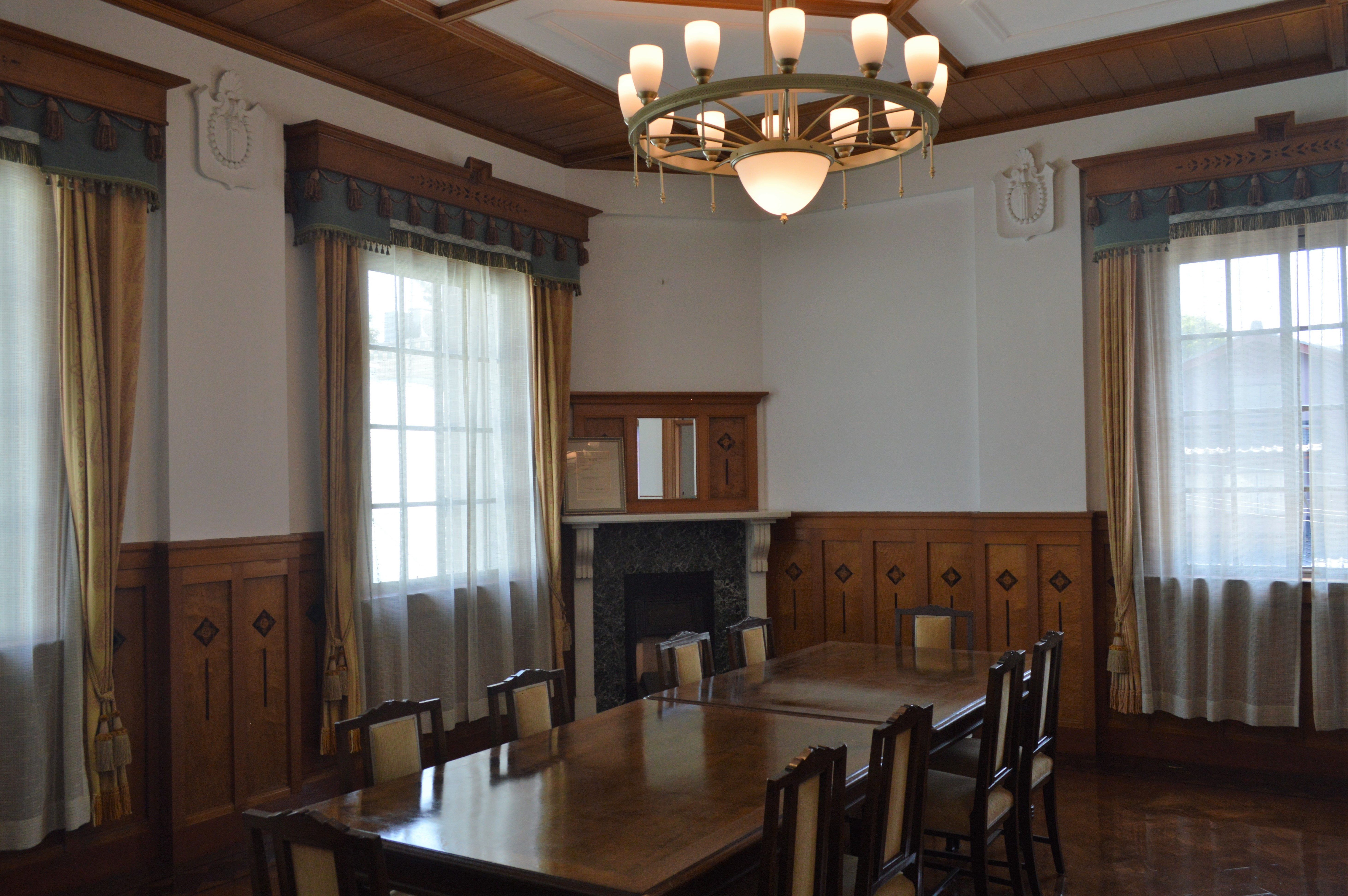
応接室
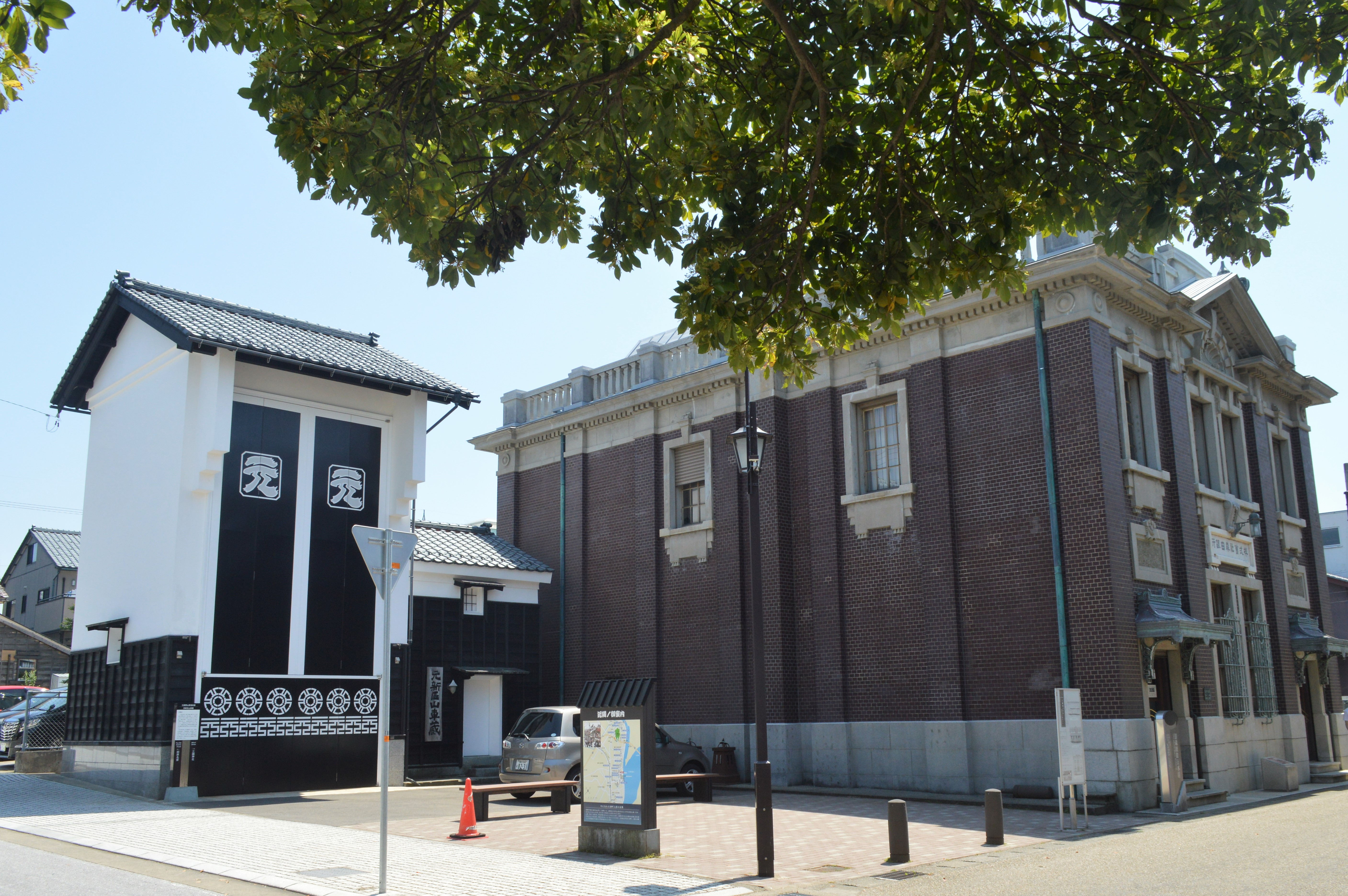
元町山車蔵に隣接する旧森田銀行本店